# Aeropuerto de Enontekiö
El Aeropuerto de Enontekiö (en finés: Enontekiön lentoasema) (IATA: ENF, OACI: EFET) es un aeropuerto civil, situado en el municipio de Enontekiö, Finlandia, a 9 kilómetros del centro de Hetta.
Este aeropuerto es destino de aerolíneas chárter, cuya actividad reporta al aeropuerto el 95% de sus pasajeros. También existen otros vuelos regulares a Enontekiö durante la primavera. Flybe Nordic realiza vuelos desde Enontekiö al Aeropuerto de Helsinki-Vantaa entre marzo y mayo empleando aeronaves ATR72-500.

## Aerolíneas y destinos
| Aerolíneas | Destinos                                                                                |
| ---------- | --------------------------------------------------------------------------------------- |
| Enter Air  | Chárter estacional: Belfast, Birmingham, Londres–Gatwick,Glasgow, Humberside, Newcastle |
| Jet2.com   | Chárter estacional: Londres–Stansted, Mánchester, Newcastle                             |

Actualmente no hay operadores programados que vuelen de forma regular desde el aeropuerto de Enontekiö. Los vuelos chárters durante el invierno operan desde el Reino Unido.

## Estadísticas del aeropuerto
Ver fuente y consulta Wikidata.
| Año  | Doméstico | Internacional | Total  | Cambio |
| ---- | --------- | ------------- | ------ | ------ |
| 2005 | 669       | 13,028        | 13,697 | −14.8% |
| 2006 | 545       | 16,868        | 17,413 | +27.1% |
| 2007 | 856       | 24,230        | 25,086 | +44.1% |
| 2008 | 772       | 20,473        | 21,245 | −15.3% |
| 2009 | 814       | 16,869        | 17,683 | −16.8% |
| 2010 | 848       | 15,175        | 16,023 | −9.4%  |
| 2011 | 721       | 17,517        | 18,282 | +13.8% |
| 2012 | 1,282     | 20,000        | 21,282 | +16.7% |
| 2013 | 1834      | 18,337        | 20,169 | -5.2%  |
| 2014 | 306       | 19,162        | 19,468 | -3.5%  |
| 2015 | 303       | 21,087        | 21,390 | +9.9%  |
| 2016 | 630       | 21,643        | 22,273 | +4.4%  |
| 2017 | 785       | 24,752        | 25,537 | +14.7% |
| 2018 | 595       | 25,468        | 26,063 | +2,9%  |
| 2019 | 16        | 27,963        | 27,979 | +9,8%  |
| 2020 | 0         | 5258          | 5258   | -81,2% |
| 2021 | 0         | 0             | 0      | -100%  |
| 2022 | 0         | 0             | 0      | 0% (=) |